# Toxomerus marginatus
Toxomerus marginatus là một loài ruồi trong họ Ruồi giả ong (Syrphidae). Loài này được Say mô tả khoa học đầu tiên năm 1823. Toxomerus marginatus phân bố ở miền Tân bắc